# Nephodia illiturata
Nephodia illiturata är en fjärilsart som beskrevs av Paul Dognin 1911. Nephodia illiturata ingår i släktet Nephodia och familjen mätare. Inga underarter finns listade i Catalogue of Life.